# Gwenllian ferch Llywelyn

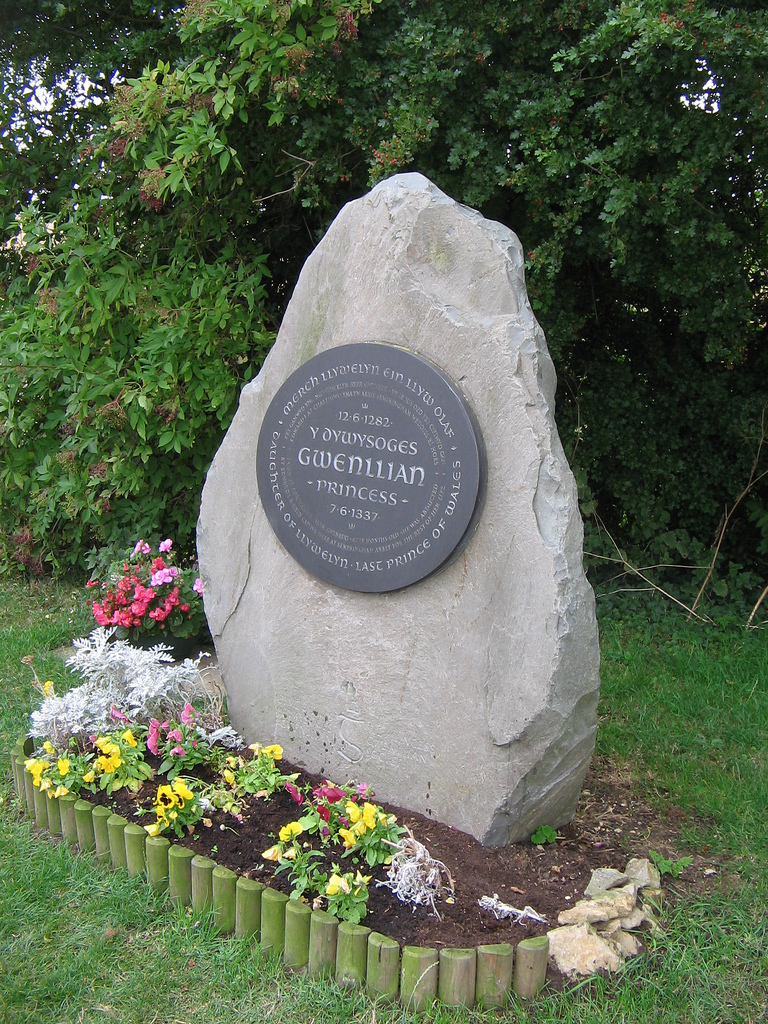

Gwenllian ferch Llywelyn (giugno 1282 – Priorato di Sempringham, 7 giugno 1337) figlia di Llywelyn Ein Llyw Olaf ap Gruffydd viene spesso confusa con Gwenllian che visse circa due secoli prima.

## La vita
Gwenllian ferch Llywelyn nacque nel giugno 1282 da Llywelyn Ein Llyw Olaf ap Gruffydd e da Eleonora di Montfort che morì al momento o appena dopo il parto. Suo padre apparteneva alla Casa di Aberffraw e Gwenllian nacque nel Gwynedd, più precisamente ad Abergwyngregyn. Gwenllian discendeva da due case reali, quella del padre e quella della madre, attraverso di lei ella infatti era la nipote di Giovanni d'Inghilterra.
Pochi mesi dopo la nascita di Gwenllian il Galles venne preso da Edoardo I d'Inghilterra, l'11 dicembre dello stesso anno suo padre la vita alla Battaglia di Orewin Bridge, le circostanze esatte non sono chiare giacché i resoconti differiscono. Ciò su cui invece sono concordi è che egli venne convinto con l'inganno a lasciare il grosso delle proprie armate e fu quindi attaccato e ucciso. Lo zio di Gwenllian, Dafydd ap Gruffydd, la prese in custodia, ma il 21 giugno 1283 venne preso insieme alla propria famiglia a Nanhysglain, mentre si nascondeva in una palude remota nei pressi della montagna Bera Mawr. Preso venne gravemente ferito e portato a Rhuddlan quindi venne portato a Shrewsbury dove venne giustiziato in quello stesso autunno.
Gwenllian e le cugine vennero prese e portate in priorati sperduti nelle campagne del Lincolnshire, Gwenllian andò al Priorato di Sempringham, gestito dai Gilbertini e lì rimase, nascosta dalle sue mura, per i successivi 44 anni quando sopravvenne la morte. Nel volerla tenere reclusa Edoardo stava evitando di darla in moglie a qualcuno che un giorno, avuti dei figli, avrebbe potuto avanzare pretese sul regno del Gwynedd. Per questo scelse un priorato lontano, e in mano a un ordine le cui suore vivevano quasi recluse. Essendo stata tutta la vita lontano dal Galles Gwenllian non imparò mai il gallese e non era nemmeno sicura di come si pronunciasse il proprio nome, lo stesso convento non era certo di come compitarlo tanto che ella è registrata con il nome di Wencilian e lei stessa si firmò Wentliane.
Edoardo III d'Inghilterra, nipote di Edoardo I, le accordò una pensione di 20£ annue, una somma non per lei personalmente, ma devoluta al priorato per coprire le sue spese, sono le cronache di Sempringham che ne registrano la morte in data 7 giugno 1337.
Edoardo I prese per la corona il titolo di Principe del Galles con cui investì suo figlio, il futuro Edoardo II d'Inghilterra, nel parlamento che si riunì nel 1301. Ancora oggi il titolo è di pertinenza dell'erede al trono.